# Anime erranti
Anime erranti (Les Égarés) è un film del 2003 diretto da André Téchiné, tratto dal romanzo Le Garcon aux Yeux Gris di Gilles Perrault, interpretato da Emmanuelle Béart e Gaspard Ulliel.
È stato presentato in concorso al 56º Festival di Cannes.
Il film è dedicato alla memoria di Monique Wittig.

## Trama
Nel giugno del 1940 i tedeschi stanno avanzando verso Parigi, dalla quale parte un esodo di civili. Tra questi c'è Odile, un'attraente vedova con i suoi due figli, Philippe di 13 anni e Cathy di 7.
Un attacco aereo distrugge la loro auto e disperde la colonna in fuga. Odile e i suoi figli si rifugiano nella vicina foresta e non sanno dove andare. L'incontro con Yvan, un giovane con la testa rasata, solo, scaltro e indipendente, sembra provvidenziale. Sebbene Odile capisca subito che non si tratti di un grande modello per i suoi figli, non può non notare quanto entrambi ne siano positivamente attratti e quanto il ragazzo possa essere utile a loro che, dovendo evitare strade e paesi, dovranno per un po' adattarsi a vivere di espedienti. Giunti di fronte ad una grande casa disabitata, Yvan vi penetra da una finestra e Odile, dopo aver titubato vi entra e vi si stabilisce, rendendosi conto che in quelle circostanze è difficile trovare di meglio.
Yvan procura il cibo per tutti e Odile prova ad insegnargli a leggere e scrivere. Tra i due nasce una latente attrazione che il ragazzo fatica a reprimere quando passano per la casa due soldati in ritirata. Yvan preferisce allontanarsi e intanto Odile capisce che il ragazzo ha fatto di tutto per trattenere la famiglia lì ed impedire a questa di comunicare ed informarsi, rendendoli ancor più dipendenti da lui.
Quando il ragazzo si riavvicina alla casa è lei a cercarlo e tra i due esplode irrefrenabile la passione.
La mattina successiva il ragazzo è arrestato e la famiglia invitata ad allontanarsi dalla casa indebitamente occupata, dalla gendarmeria, tornata solerte dopo l'armistizio.
Qualche giorno più tardi mentre sta dividendo il pasto con centinaia di altri sfollati, Odile è chiamata dalla polizia che vuole più notizie sul ragazzo, sospettato di essere un evaso di un riformatorio. Nel tentativo di proteggerlo, Odile non dice nemmeno quel poco che sa, ma è ferita dal comprendere che la vera identità di Yvan è probabilmente quella di un certo Jean Dalmas del quale lui le aveva riferito le buffe gesta parlandone in terza persona. E come Dalmas, Yvan si è suicidato in carcere. Passato lo choc, a Philippe che le chiede sue notizie, Odile dice con un sorriso che Yvan è scappato dal carcere.

## Distribuzione
Il film non è stato distribuito nelle sale cinematografiche italiane, ma direttamente in home video da BiM.

## Riconoscimenti
Il film ha ricevuto quattro candidature ai Premi César 2004, per la migliore promessa maschile (a Gaspard Ulliel e Grégoire Leprince-Ringuet), la migliore fotografia e il miglior sonoro.